# ジャンルカ・プレスティアーニ
ジャンルカ・プレスティアーニ・グロス（Gianluca Prestianni Gross, 2006年1月31日 - ）は、アルゼンチン・ブエノスアイレス出身のサッカー選手。SLベンフィカ所属。ポジションはMF。

## クラブ経歴
CAベレス・サルスフィエルドのユースチームでキャリアをスタートさせ、2022年5月24日、コパ・リベルタドーレス2022のエストゥディアンテス・デ・ラ・プラタ戦でプロデビューを果たした。
2023年12月22日、18歳を迎える2024年1月31日にSLベンフィカへ移籍することが発表された。そして迎えた2024年1月31日、正式にベンフィカへ移籍し、2029年6月末までの契約を交わした。

## 代表歴
アルゼンチン代表として各年代でプレーした。